# Borgoratto Alessandrino
Borgoratto Alessandrino – miejscowość i gmina we Włoszech, w regionie Piemont, w prowincji Alessandria.
Według danych na styczeń 2010 gminę zamieszkiwało 615 osób przy gęstości zaludnienia 93,2 os./1 km².